# 김경갑
김경갑(1960년 2월 1일 ~)은 청보 핀토스에서 뛰었던 전 야구 선수다. 1986년 청보에 지명되어 입단해 그 해 주전 유격수를 맡았다. 그러나 1987년에는 경쟁에서 밀려 백업 3루수로 나섰고 시즌 종료 후 은퇴했다.

## 기록
- 1986년: 67경기 35안타 4홈런 49타점 0.261
- 1987년: 38경기 8안타 2홈런 7타점 0.178

## 출신 학교
- 충암고등학교
- 영남대학교

## 같이 보기
- 청보 핀토스 연도별 선수 명단